# Ariceștii Rahtivani
Ariceștii Rahtivani – wieś w Rumunii, w okręgu Prahova, w gminie Ariceștii Rahtivani. W 2011 roku liczyła 2721 mieszkańców.